# Uleobryum peruvianum
Uleobryum peruvianum är en bladmossart som beskrevs av Brotherus 1906. Uleobryum peruvianum ingår i släktet Uleobryum och familjen Pottiaceae. Inga underarter finns listade i Catalogue of Life.